# Sage Femme (film)
Pour l’article homonyme, voir Sage-femme (homonymie).
Pour plus de détails, voir Fiche technique et Distribution.
Sage Femme est un film français réalisé par Martin Provost, sorti en 2017.

## Synopsis
Claire Breton (Catherine Frot), une femme de quarante-neuf ans qui vit seule, est sage-femme dans une maternité dont la fermeture est programmée. Béatrice Sobolevski (Catherine Deneuve) a été la compagne de son père, champion de natation, qui s'est suicidé quelque temps après le brusque départ de Béatrice. Après trente ans de silence, Béatrice retrouve Claire. Malgré son âge et sa santé précaire, Béatrice est fantasque et totalement immature. Claire mène une vie rangée de bon Samaritain, entre l'hôpital où elle travaille et son appartement de Mantes-la-Jolie. Elle a un fils, Simon (Quentin Dolmaire), étudiant en 3e année de médecine, de même que sa compagne Lucie (Pauline Parigot), qui annonce qu'elle est enceinte de trois mois. Claire commence à nouer une liaison avec Paul (Olivier Gourmet), chauffeur routier international quinquagénaire. Expulsée de l'appartement où elle était hébergée, l'extravagante Béatrice s'installe chez Claire.

## Fiche technique
- Titre français : Sage Femme
- Titre de travail : La Sage Femme
- Réalisation : Martin Provost
- Scénario : Martin Provost
- Photographie : Yves Cape
- Décors : Thierry François
- Costumes : Bethsabée Dreyfus
- Montage : Albertine Lastera
- Musique : Grégoire Hetzel
- Casting : Brigitte Moidon
- Assistante réalisation : Juliette Maillard
- Directeur de production : Christophe Desenclos
- Productrice exécutrice : Christine de Jekel
- Production : Olivier Delbosc
- Producteur associé : Emilien Bignon
- Coproducteurs : Jacques-Henri Bronckart et Olivier Bronckart
- Société de production : Curiosa Films
- Coproduction : France 3 Cinéma et Versus Production
- Pays d'origine :  France
- Langue originale : français
- Genre : comédie dramatique
- Format : couleur
- Numéro de visa : 144449
- Budget : 6,8 millions €[1]
- Durée : 117 minutes
- Dates de sortie :
  - Allemagne : 14 février 2017 (Berlinale)
  - France : 22 mars 2017
  - Belgique : 22 mars 2017
  - Suisse romande : 22 mars 2017

## Distribution
Sauf indication contraire, les informations mentionnées dans cette section peuvent être confirmées par la base de données cinématographiques IMDb,  présente dans la section « Liens externes ».

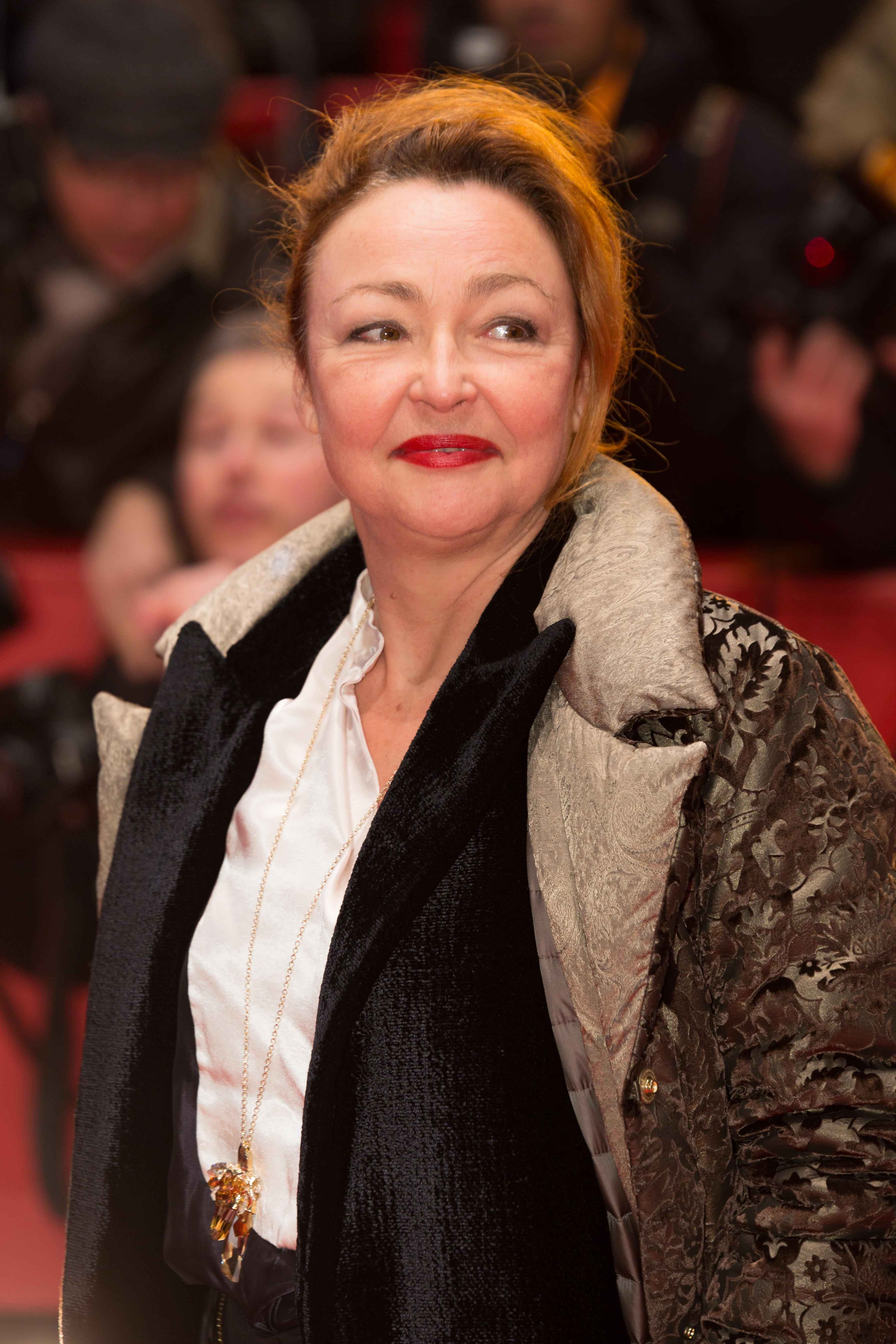
L'actrice Catherine Frot à la Berlinale 2017, pour la présentation du film.

- Catherine Frot : Claire Breton, sage-femme
- Catherine Deneuve : Béatrice Sobolevski, joueuse de carte invétérée
- Olivier Gourmet : Paul, fils du voisin de jardin de Claire, chauffeur routier international
- Quentin Dolmaire : Simon, fils de Claire, étudiant en médecine
- Mylène Demongeot : Rolande, amie de Béatrice
- Pauline Étienne : Cécile Amadou, une patiente
- Pauline Parigot : Lucie, compagne de Simon, étudiante en médecine, enceinte
- Marie Gili-Pierre : Évelyne
- Karidja Touré : Mme Naja, une patiente
- Jisca Kalvanda : Mme Werba, une patiente
- Marc Prin : le médecin de Béatrice
- Jeanne Rosa : Élodie
- Ana Rodriguez : patiente bébé cordon
- Sébastien Chassagne : conseiller bancaire
- Marie Paquim : Angéline non crédité

## Production
Le film est né de l'envie du réalisateur de rendre hommage à la maïeuticienne qui lui a sauvé la vie lors de sa naissance.

### Tournage
Le film se caractérise par une certaine prouesse technique. En effet, les scènes d'accouchements filmées sont réelles, ce qui n'a pas été sans complications. Le réalisateur voulait apporter plus de réalisme : « Dans les films, trop souvent, les bébés qui naissent sont énormes et trop bien portants, ça sonne très faux ! Je voulais filmer la vie en vrai, l’essence même de la vie, ce par quoi nous sommes tous passés et non sa représentation plus ou moins édulcorée ».
Les scènes furent tournées en Belgique, du fait de la loi française qui interdit le travail aux enfants de moins de trois mois. Toutefois, la réalisation de ces scènes fut complexe. Il a fallu trouver des femmes qui acceptent qu'on filme leur accouchement, ainsi que des maternités qui laissent entrer des équipes de tournage.
Pour sa préparation au rôle, et sur invitation du réalisateur, Catherine Frot a assisté à plusieurs accouchements pour se fondre dans le personnage : « j’ai d’abord demandé à assister à des accouchements afin de savoir si je pourrais éventuellement avoir des gestes appropriés. J’ai réalisé que tout ça était finalement très naturel, très normal ». Par la suite, l'actrice rencontra une ancienne sage-femme qui lui donna des cours particuliers à l'aide de mannequin.

## Distinctions

### Récompense
- Festival du film de Cabourg 2017 : Swann d'or du meilleur film

### Sélection
- Berlinale 2017 : hors compétition